# Малпертузо (Арецо)
Малпертузо је насеље у Италији у округу Арецо, региону Тоскана.
Према процени из 2011. у насељу је живело 24 становника. Насеље се налази на надморској висини од 295 м.